# 不信邪
不信邪是歌手任賢齊的流行音樂專輯，於2011年12月2日正式發行。

## 曲目
1. 不信邪（偶像劇真的漢子片頭曲）
2. 對摺
3. 指揮家（偶像劇真愛找麻煩片頭曲）
4. 我就是喜歡這樣（偶像劇愛啊哎呀，我願意片頭曲）
5. 任性
6. 光芒
7. 殺手鐧
8. 咱的故事
9. 完美的奇蹟
10. 傾城之淚 （2012年電影《傾城之淚》主題曲）